# Томиця (Подцркавлє)
Томиця (хорв. Tomica) — населений пункт у Хорватії, в Бродсько-Посавській жупанії у складі громади Подцркавлє.

## Населення
Населення за даними перепису 2011 року становило 479 осіб.
Динаміка чисельності населення поселення:

## Клімат
Середня річна температура становить 10,97 °C, середня максимальна – 25,06 °C, а середня мінімальна – -5,69 °C. Середня річна кількість опадів – 767 мм.
| Клімат поселення                              | Клімат поселення | Клімат поселення | Клімат поселення | Клімат поселення | Клімат поселення | Клімат поселення | Клімат поселення | Клімат поселення | Клімат поселення | Клімат поселення | Клімат поселення | Клімат поселення | Клімат поселення |
| Показник                                      | Січ.             | Лют.             | Бер.             | Квіт.            | Трав.            | Черв.            | Лип.             | Серп.            | Вер.             | Жовт.            | Лист.            | Груд.            |                  |
| Середній максимум, °C                         | 5,98             | 7,90             | 12,52            | 16,87            | 21,86            | 25,06            | 24,88            | 24,44            | 20,46            | 15,14            | 9,34             | 5,28             |                  |
| Середня температура, °C                       | 0,15             | 2,05             | 6,68             | 11,04            | 16,02            | 19,23            | 21,03            | 20,60            | 16,60            | 11,29            | 5,49             | 1,42             |                  |
| Середній мінімум, °C                          | −5,69            | −3,78            | 0,84             | 5,19             | 10,19            | 13,39            | 17,16            | 16,74            | 12,74            | 7,43             | 1,64             | −2,43            |                  |
| Норма опадів, мм                              | 48               | 50               | 46               | 56               | 72               | 98               | 67               | 61               | 53               | 71               | 80               | 65               |                  |
| Середньомісячна швидкість вітру, м/с          | 1.84             | 2.12             | 2.43             | 2.33             | 2.08             | 1.93             | 1.90             | 1.73             | 1.73             | 1.73             | 1.83             | 1.92             |                  |
| Середньомісячна сонячна радіація, кДж/м²·день | 4318             | 6971             | 10880            | 15272            | 19083            | 21080            | 22055            | 20490            | 14964            | 9235             | 4863             | 3593             |                  |
| --------------------------------------------- | ---------------- | ---------------- | ---------------- | ---------------- | ---------------- | ---------------- | ---------------- | ---------------- | ---------------- | ---------------- | ---------------- | ---------------- | ---------------- |
| Джерело:                                      |                  |                  |                  |                  |                  |                  |                  |                  |                  |                  |                  |                  |                  |